# Phong tỏa Ý 2020 do đại dịch COVID-19
Ngày 9 tháng 3 năm 2020, chính phủ Ý dưới thời Thủ tướng Giuseppe Conte áp dụng lệnh phong tỏa quốc gia đối với toàn quốc, hạn chế người dân đi lại trừ lý do cần thiết, công việc và sức khỏe, để đối phó với sự bùng phát ngày càng gia tăng của bệnh virus corona 2019 tại quốc gia này. Vào ngày hôm trước, chính phủ cũng tuyên bố hạn chế đi lại, ảnh hưởng đến 16 triệu người, bao gồm khu vực Lombardia và mười bốn tỉnh lân cận ở Piemonte, Veneto, Emilia-Romagna và Marche. Trước đó, một cuộc phong tỏa quy mô nhỏ hơn đã được áp dụng lên mười một thành phố trong tỉnh Lodi bắt đầu từ cuối tháng 2.

## Bối cảnh
Sau sự bùng phát của bệnh virus corona 2019 bắt đầu từ Vũ Hán, Hồ Bắc, Trung Quốc, Ý lần đầu tiên xác nhận các trường hợp mắc bệnh vào ngày 30 tháng 1 năm 2020, khi phát hiện hai du khách Trung Quốc đến Ý nhiễm virus này. Một trường hợp thứ ba được xác nhận vào ngày 7 tháng 2, bệnh nhân là một người đàn ông Ý di tản khỏi Vũ Hán. Số lượng các trường hợp được xác nhận đã nhảy vào ngày 21 tháng 2, khi 16 người ở vùng Lombardia và Veneto được xác nhận bị nhiễm bệnh. Sau hai cái chết đầu tiên của những người nhiễm virus, một số thị trấn ở Lombardia đã bị phong tỏa do số lượng lớn bệnh nhân mắc bệnh trong khu vực. Trước khi có lệnh phong tỏa này, 7.375 trường hợp và 366 trường hợp tử vong đã được xác nhận tại Ý.

## Phong tỏa

### Ban đầu

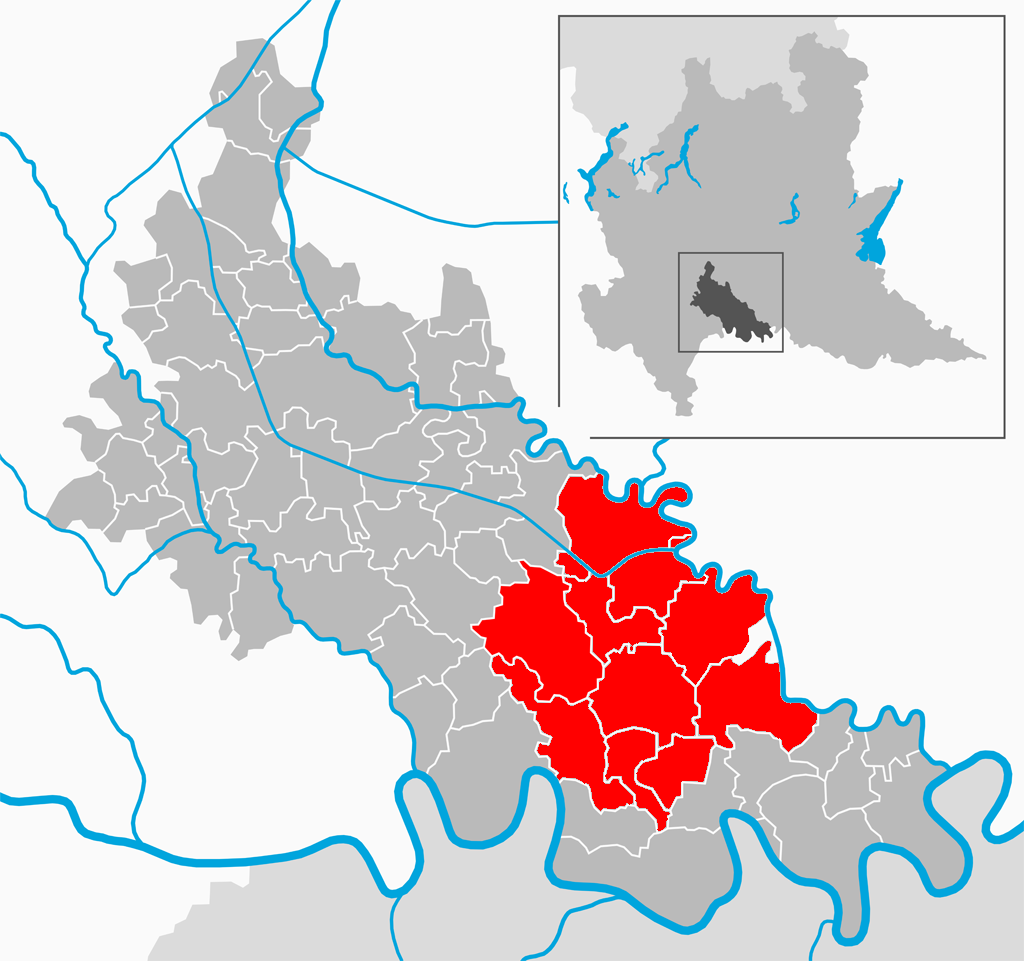
Các thành phố của tỉnh Lodi bị cách ly trước khi mở rộng khu vực

Lần phong tỏa đầu tiên bắt đầu vào khoảng ngày 21 tháng 2 năm 2020, bao gồm mười một thành phố của tỉnh Lodi và ảnh hưởng đến khoảng 50.000 người. Tâm chấn là thị trấn Codogno (với dân số 16.000), với những chiếc xe cảnh sát chặn đường dẫn đến khu vực cách ly và rào chắn được dựng lên trên các con đường. "Vùng đỏ" cách ly (zona rossa) ban đầu được cảnh sát và carabinieri thi hành, và đến ngày 27 tháng 2, có báo cáo rằng 400 cảnh sát đã thi hành nó với 35 trạm kiểm soát. Việc khóa máy ban đầu có nghĩa là kéo dài đến ngày 6 tháng 3. Trong khi cư dân được phép rời khỏi nhà và các vật dụng như thực phẩm và thuốc men được phép vào, họ không được đến trường hoặc nơi làm việc của họ, và các cuộc tụ họp công cộng đều bị cấm. Dịch vụ xe lửa cũng bỏ qua khu vực này.

### Mở rộng
Sáng sớm Chủ nhật ngày 8 tháng 3 năm 2020, Thủ tướng Ý Giuseppe Conte tuyên bố mở rộng khu vực cách ly để bao phủ phần lớn miền Bắc nước Ý (xem phần bên dưới để biết chi tiết), ảnh hưởng đến hơn 16 triệu người, hạn chế đi lại từ, đến hoặc trong các khu vực bị ảnh hưởng, cấm đám tang và các sự kiện văn hóa, và yêu cầu mọi người giữ khoảng cách ít nhất một mét với nhau tại các địa điểm công cộng như nhà hàng, nhà thờ và siêu thị. Sau đó, Conte đã làm rõ trong một cuộc họp báo rằng sắc lệnh không phải là "lệnh cấm tuyệt đối" và mọi người vẫn có thể sử dụng tàu hỏa và máy bay đến và từ khu vực vì "nhu cầu công việc đã được chứng minh, trường hợp khẩn cấp hoặc lý do sức khỏe". Ngoài ra, khách du lịch từ bên ngoài vẫn được phép rời khỏi khu vực.
Các nhà hàng và quán cà phê được phép mở, nhưng hoạt động bị giới hạn trong khoảng từ 6 giờ sáng đến 6 giờ chiều, trong khi nhiều địa điểm công cộng khác như phòng tập thể dục, câu lạc bộ đêm, bảo tàng và bể bơi đã đóng cửa hoàn toàn. Các doanh nghiệp được lệnh thực hiện "quy trình làm việc thông minh" để cho phép nhân viên của họ làm việc tại nhà. Nghị định có hiệu lực đến ngày 3 tháng 4, đã hủy bỏ bất kỳ nghỉ phép nào cho nhân viên y tế và cho phép chính phủ áp dụng tiền phạt hoặc tối đa ba tháng tù cho những người bị bắt rời khỏi hoặc vào khu vực bị ảnh hưởng mà không được phép. Nghị định cũng thực hiện các hạn chế đối với các cuộc tụ họp công cộng ở những nơi khác trên khắp nước Ý. Với nghị định này, "Vùng đỏ" ban đầu cũng bị bãi bỏ (mặc dù các đô thị vẫn nằm trong khu vực cách ly).
Các biện pháp phong tỏa do Ý thực hiện được coi là biện pháp triệt để nhất được thực hiện chống lại sự bùng phát, bên ngoài các biện pháp khóa máy được thực hiện ở Trung Quốc. Tại thời điểm nghị định, hơn 5.800 trường hợp nhiễm coronavirus đã được xác nhận tại Ý, với 233 người chết. Một bản dự thảo nghị định đã bị rò rỉ cho giới truyền thông vào tối thứ Bảy trước khi nó có hiệu lực và được Corriere della Sera xuất bản, dẫn đến sự hoảng loạn trong các khu vực bị cách ly và gây ra phản ứng từ các chính trị gia trong khu vực. La Repubblica báo cáo rằng hàng trăm người ở Milan đã vội vã rời khỏi thành phố trong những chuyến tàu cuối cùng vào tối thứ Bảy, như một phần của sự vội vã nói chung để rời khỏi khu vực màu đỏ. Tuy nhiên, trong vài giờ sau khi nghị định được ký, các phương tiện truyền thông báo cáo rằng tương đối ít thay đổi, với các đoàn tàu và máy bay vẫn hoạt động trong và ngoài khu vực, với các nhà hàng và quán cà phê hoạt động bình thường. BBC báo cáo rằng một số chuyến bay đến Milan tiếp tục vào ngày 8 tháng 3, mặc dù một số chuyến bay đã bị hủy. Các hướng dẫn mới về coronavirus đã được giao trách nhiệm cho việc quyết định có nên tạm dừng các chuyến bay hay không vào thẩm quyền của các cơ quan tư pháp địa phương.

### Toàn quốc
Vào tối ngày 9 tháng 3, các biện pháp phong tỏa được mở rộng ra toàn quốc, bắt đầu có hiệu lực vào ngày hôm sau. Trên sóng truyền hình, Conte giải thích rằng các động thái sẽ hạn chế việc đi lại ở mức cần thiết cho các trường hợp khẩn cấp trong công việc và gia đình và tất cả các sự kiện thể thao sẽ bị hoãn. Ý là quốc gia đầu tiên thực hiện phong tỏa quốc gia do hậu quả của dịch COVID-19.

## Vùng chịu ảnh hưởng
| Tỉnh                     | Khu vực                  | Ngày bắt đầu             | Dân số     |
| ------------------------ | ------------------------ | ------------------------ | ---------- |
| Alessandria              | Piemonte                 | Ngày 8 tháng 3 năm 2020  | 420.017    |
| Asti                     | Piemonte                 | Ngày 8 tháng 3 năm 2020  | 214.342    |
| Bergamo                  | Lombardia                | Ngày 8 tháng 3 năm 2020  | 1.115.536  |
| Brescia                  | Lombardia                | Ngày 8 tháng 3 năm 2020  | 1.265.954  |
| Como                     | Lombardia                | Ngày 8 tháng 3 năm 2020  | 599.204    |
| Cremona                  | Lombardia                | Ngày 8 tháng 3 năm 2020  | 358.955    |
| Lecco                    | Lombardia                | Ngày 8 tháng 3 năm 2020  | 337.380    |
| Lodi                     | Lombardia                | Ngày 8 tháng 3 năm 2020  | 230.198    |
| Mantova                  | Lombardia                | Ngày 8 tháng 3 năm 2020  | 411.958    |
| Milano                   | Lombardia                | Ngày 8 tháng 3 năm 2020  | 3.263.206  |
| Modena                   | Emilia-Romagna           | Ngày 8 tháng 3 năm 2020  | 705.422    |
| Monza và Brianza         | Lombardia                | Ngày 8 tháng 3 năm 2020  | 875.769    |
| Novara                   | Piemonte                 | Ngày 8 tháng 3 năm 2020  | 368.607    |
| Padua                    | Veneto                   | Ngày 8 tháng 3 năm 2020  | 938.957    |
| Parma                    | Emilia-Romagna           | Ngày 8 tháng 3 năm 2020  | 452.022    |
| Pavia                    | Lombardia                | Ngày 8 tháng 3 năm 2020  | 545.888    |
| Pesaro và Urbino         | Marche                   | Ngày 8 tháng 3 năm 2020  | 358.886    |
| Piacenza                 | Emilia-Romagna           | Ngày 8 tháng 3 năm 2020  | 287.152    |
| Reggio Emilia            | Emilia-Romagna           | Ngày 8 tháng 3 năm 2020  | 531.891    |
| Rimini                   | Emilia-Romagna           | Ngày 8 tháng 3 năm 2020  | 339.437    |
| Sondrio                  | Lombardia                | Ngày 8 tháng 3 năm 2020  | 180.811    |
| Treviso                  | Veneto                   | Ngày 8 tháng 3 năm 2020  | 888.293    |
| Varese                   | Lombardia                | Ngày 8 tháng 3 năm 2020  | 890.768    |
| Venezia                  | Veneto                   | Ngày 8 tháng 3 năm 2020  | 857.841    |
| Verbano-Cusio-Ossola     | Piemonte                 | Ngày 8 tháng 3 năm 2020  | 157.844    |
| Vercelli                 | Piemonte                 | Ngày 8 tháng 3 năm 2020  | 170.298    |
| Tổng số người bị cách ly | Tổng số người bị cách ly | Tổng số người bị cách ly | 16.466.636 |

Khu vực bị phong tỏa, kể từ ngày 8 tháng 3 năm 2020, bao phủ toàn bộ khu vực của Lombardia, ngoài mười bốn tỉnh ở vùng Piemonte, Veneto, Emilia-Romagna và Marche. Khu vực này bao gồm các thành phố Milano và Venezia, và bao gồm ba khu vực riêng biệt (xung quanh vùng Bologna, xung quanh Venice và một khu vực khác xung quanh San Marino). Khu vực bị ảnh hưởng có dân số hơn 16 triệu người, gần một phần tư dân số Ý. Vùng phong tỏa có diện tích khoảng 56.000 kilômét vuông (22.000 dặm vuông Anh).

## Tác động

### Kinh tế
Người đứng đầu văn phòng The New York Times Rome, Jason Horowitz, gọi việc phong tỏa mở rộng này là "hy sinh nền kinh tế Ý trong thời gian ngắn để cứu nó khỏi sự tàn phá của virus trong thời gian dài", với Milan coi thủ đô kinh tế và văn hóa của đất nước trong khi Venice là một trong những điểm du lịch quan trọng nhất của quốc gia này. Các khu vực của Bologna và Veneto chịu trách nhiệm sản xuất một phần ba tổng sản phẩm quốc nội của Ý.
Trước khi mở rộng phong tỏa, nền kinh tế Ý đã được dự báo sẽ bước vào thời kỳ suy thoái do ảnh hưởng của sự bùng phát, với ngành du lịch và hàng xa xỉ đặc biệt khó khăn khi lượng khách du lịch giảm mạnh. Tác động của việc phong tỏa rộng hơn được dự đoán sẽ đưa toàn bộ nền kinh tế châu Âu vào suy thoái, và sẽ phá vỡ các chuỗi cung ứng, ví dụ, các nhà sản xuất ô tô Đức như Volkswagen.
Chỉ số chứng khoán của Ý FTSE MIB giảm 11% vào ngày 9 tháng 3 khi thị trường mở cửa trở lại.